# گمینا خوم
گمینا خوم (به لهستانی:  Gmina Chełm) یک گمینا در لهستان است که در شهرستان خوم واقع شده‌است. گمینا خوم ۲۲۱٫۸ کیلومتر مربع مساحت و ۱۴٬۱۴۶ نفر جمعیت دارد.